# Tapieté
Le tapiete est une langue tupi-guarani apparentée au guarani et parlée principalement dans le sud-est de la Bolivie, le nord-ouest du Paraguay et le nord de l'Argentine. La langue est principalement parlée par les Tapietes, un peuple indigène du Gran Chaco. 
Elle est reconnue comme langue officielle de la Bolivie dans la constitution de 2009.

## Codes
- Code de langue IETF : tpj